# Змішаний стан
Змішаними станами називаються такі стани кватновомеханічної системи, в яких вона може бути описана хвильовою функцією лише із певною ймовірністю. 
Стани, в яких квантовомеханічна система описується хвильвою функцією називають чистими станами. Змішані стани не є суперпозицією чистих станів. Суперпозиція чистих станів теж є чистим станом. 
У змішаних станах квантовомеханічна система описується матрицею густини.
Змішані стани виникають, коли квантовомеханічна система взаємодіє із термостатом, стан якого 
можна визначити лише статистично. 